# Liceo (institución)

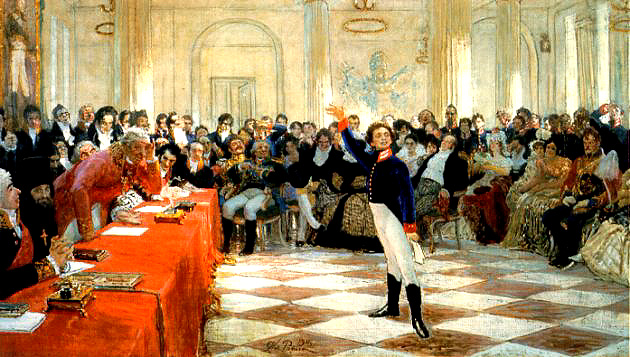
Aleksandr Pushkin en el Liceo imperial de Tsárskoye Seló.

Un liceo (del latín lyceum, y este a su vez del griego Λύκειον, lúkeion) es un centro de enseñanza, generalmente institucionalizado dentro del sistema de educación media de muchos países, aunque también puede designar asociaciones culturales de índole diversa. El nombre  proviene del Liceo, fundado por Aristóteles en la Antigua Atenas, donde surgió la escuela peripatética.

## Origen
El Liceo era uno de los tres gimnasios de Atenas, un espacio dedicado al ejercicio físico y la discusión filosófica, la reflexión y el estudio. Allí se rendía culto a Hermes, a las musas y al dios Apolo. La escuela data del año 335 a. C., cuando Aristóteles comenzó sus enseñanzas, y continuó siendo centro de reunión de los peripatéticos. El liceo fue en gran parte destruido durante el saqueo de Atenas por el militar romano Lucio Cornelio Sila en el año 86 a. C., y su actividad decreció considerablemente. Más tarde, se le llamó así a los establecimientos de enseñanza filosófica en Roma.

## El liceo en Francia
Creado originalmente por Napoléon Bonaparte en 1802, le lycée era una institución masculina ideada para formar la «élite de la nación». En 1959 se establecieron los liceos clásicos, modernos y técnicos. Actualmente, el término «liceo» corresponde al último ciclo de estudios secundarios, que conducen al examen final baccalauréat; las tres ramas principales son: general, tecnológica y profesional.

## El liceo en Rusia
Durante la Rusia Imperial, un liceo era un centro de facilidades educativas. El Liceo imperial de Tsárskoye Seló, abierto en 1811 en Pushkin, era un establecimiento destinado a la educación de la juventud aristocrática rusa. Los jóvenes nobles eran admitidos desde la edad de diez años y cursaban estudios secundarios y superiores. Allí estudió, por ejemplo, el poeta Aleksandr Pushkin entre 1811 y 1817.

## El liceo en Venezuela
El liceo es nombre que recibe la institución educativa que imparte los niveles de educación media general, media técnica y la modalidad adulto, administrado por el Ministerio del Poder Popular para la Educación de Venezuela, el cual egresa las y los estudiantes con el grado académico de bachiller o técnico medio.

## El liceo en Chile
En Chile el Liceo es la institución educativa que abarca la educación secundaria o media, como se denomina a los cursos desde primero a cuarto medio, sin embargo actualmente dichos términos están obsoletos en pro de lo que se denomina "Segundo Ciclo" de educación y  comprende desde séptimo básico hasta cuarto medio, sin descartar la existencia de Liceos con educación de primer y segundo ciclo completo. Según el sexo de sus estudiantes se dividían entre Liceos de niñas y Liceos de Hombres y según sus plan formativo entre Liceo técnico, Liceo agrícola y Liceos Científico Humanista. En Sudamérica, Chile fue pionero en este tipo de instituciones con la Creación del Instituto Nacional en 1813, Instituto Carlos Waddington en 1891 y Liceo de Niñas N° 1 Javiera Carrera en 1894 así como el Internado Nacional Barros Arana en 1902 entre otros.

## Gymnasium
Es la escuela de educación secundaria en muchos países europeos con el mismo sistema escolar, como Alemania, Escandinavia y los Países Bajos. El gymnasium es el paso previo a la educación superior, equivalente al lycée de Francia.

## Liceos famosos

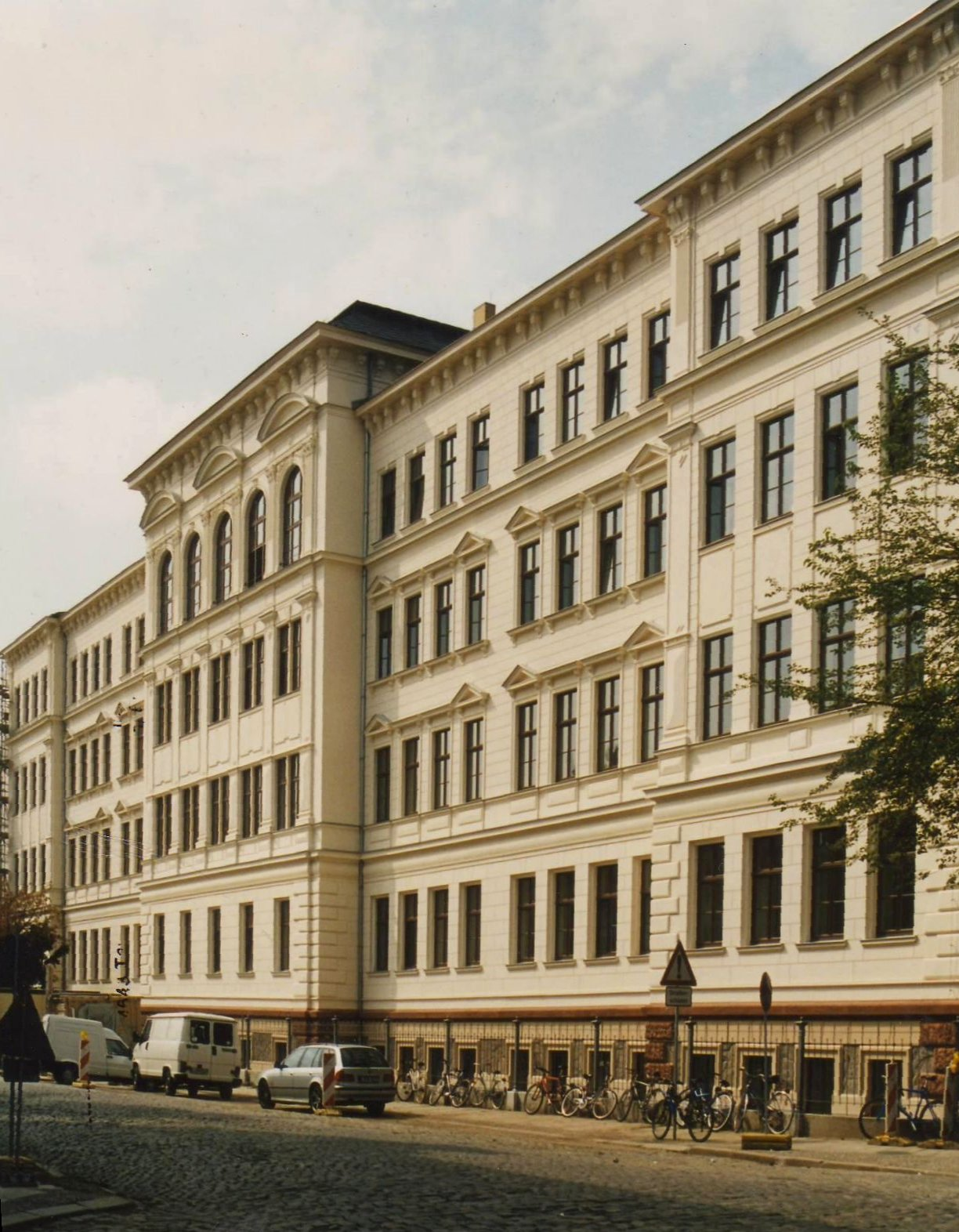
Thomasschule zu Leipzig, 1212, gymnasium en Leipzig.
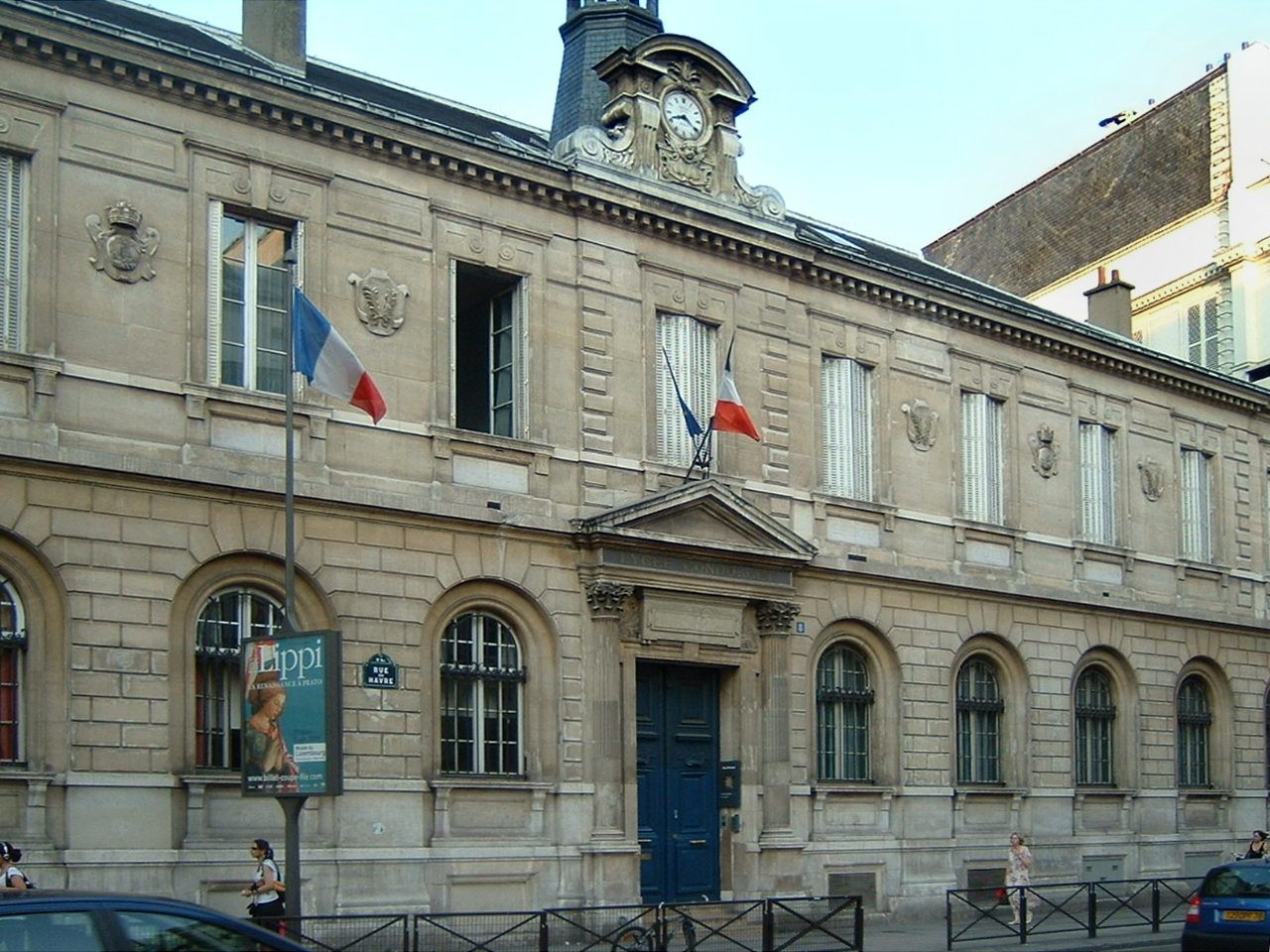
Liceo Condorcet, 1803, París.
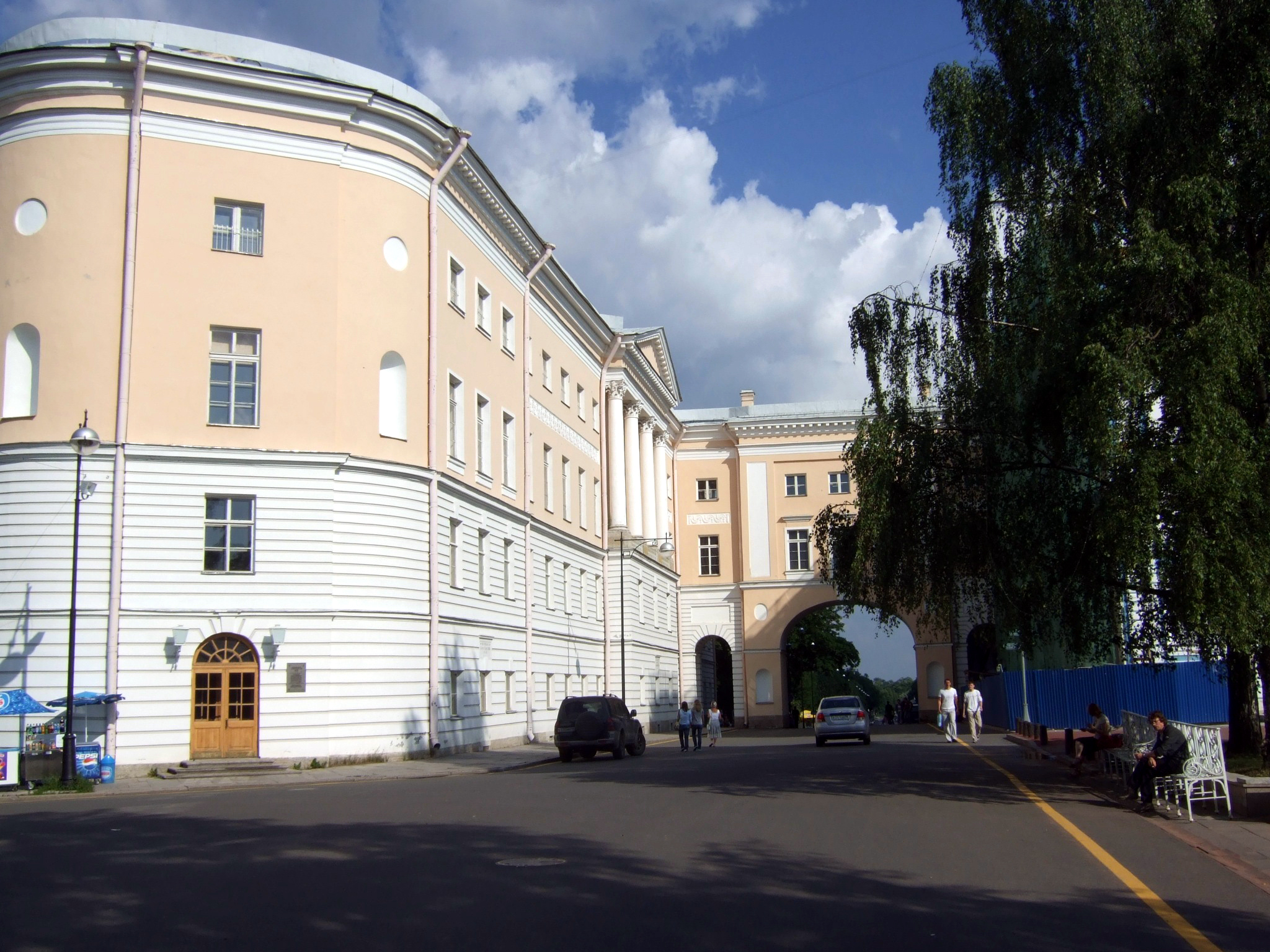
Liceo imperial de Tsárskoye Seló, 1811, Pushkin.